# Гарі Паллістер
Гарі Паллістер (англ. Gary Pallister, нар. 30 червня 1965, Рамсґейт) — англійський футболіст, що грав на позиції захисника.
Виступав, зокрема, за клуб «Манчестер Юнайтед», а також національну збірну Англії.
Чотириразовий чемпіон Англії. Дворазовий володар Кубка Англії. Володар Кубка англійської ліги. Володар Кубка Кубків УЄФА. Володар Суперкубка УЄФА. Футболіст 1992 року за версією футболістів ПФА.

## Клубна кар'єра
У дорослому футболі дебютував 1984 року виступами за команду клубу «Мідлсбро», в якій провів п'ять сезонів, взявши участь у 156 матчах чемпіонату. 
Протягом 1985 року захищав кольори команди клубу «Дарлінгтон».
Своєю грою за останню команду привернув увагу представників тренерського штабу клубу «Манчестер Юнайтед», до складу якого приєднався 1989 року. Відіграв за команду з Манчестера наступні дев'ять сезонів своєї ігрової кар'єри. Більшість часу, проведеного у складі «Манчестер Юнайтед», був основним гравцем захисту команди. За цей час чотири рази виборював титул чемпіона Англії, ставав володарем Кубка Англії (двічі), володарем Кубка Кубків УЄФА, володарем Суперкубка УЄФА. 1992 року був визнаний футболістом року за версією футболістів ПФА. В сезоні 1992-1993 став автором непересічного досягнення — виходив на поле у стартовому складі своєї команди, яка здобула того року титул чемпіона, в усіх матчах Прем'єр-ліги, жодного разу по ходу гри не був замінений або вилучений. Таким чином став першим польовим гравцем в історії англійської Прем'єр-ліги, який у чемпіонському для його команди сезоні провів на полі усі матчі від першої до останньої хвилини. Лише більш ніж через двадцять років, в сезоні сезоні 2014-2015, таке досягнення вдалося повторити капітану лондонського «Челсі» Джону Террі.
Завершив професійну ігрову кар'єру у клубі «Мідлсбро», у складі якого починав свого часу грати на дорослому рівні. Прийшов до команди 1998 року, захищав її кольори до припинення виступів на професійному рівні у 2001.

## Виступи за збірну
1988 року дебютував в офіційних матчах у складі національної збірної Англії. Протягом кар'єри у національній команді, яка тривала 9 років, провів у формі головної команди країни 22 матчі.

## Титули і досягнення

### Командні
- Чемпіон Англії (4):

«Манчестер Юнайтед»: 1992-1993, 1993-1994, 1995-1996, 1996-1997
- Володар Кубка Англії (3):

«Манчестер Юнайтед»: 1989-1990, 1993-1994, 1995-1996
- Володар Кубка Футбольної ліги (1):

«Манчестер Юнайтед»: 1991-1992
- Володар Суперкубка Англії з футболу (5):

«Манчестер Юнайтед»: 1990, 1993, 1994, 1996, 1997
- Володар Кубка Кубків УЄФА (1):

«Манчестер Юнайтед»: 1990-1991
- Володар Суперкубка Європи (1):

«Манчестер Юнайтед»: 1991

### Особисті
- Футболіст року за версією футболістів ПФА (1):

1992